# 直滑降

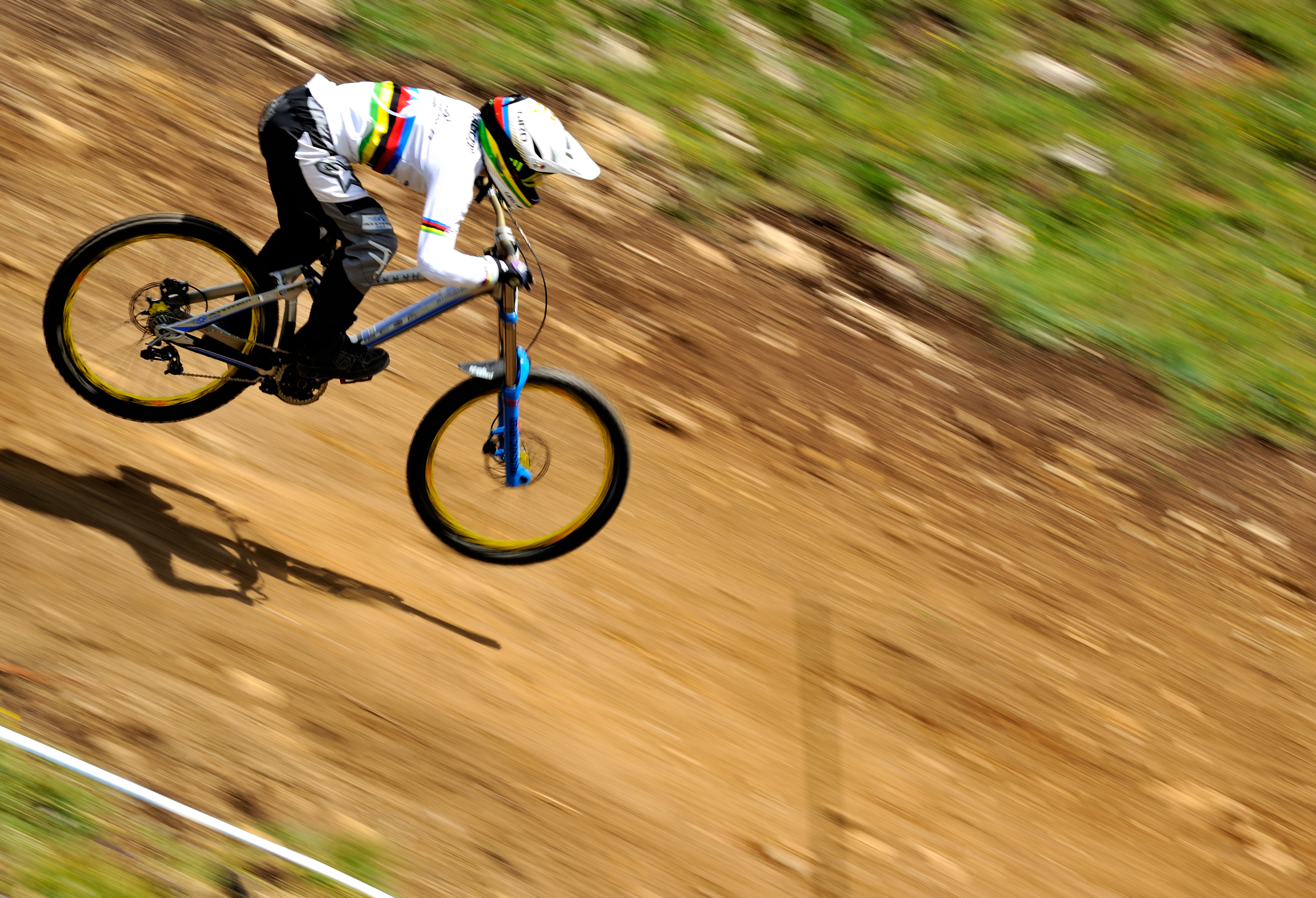
マウンテンバイカーの直滑降

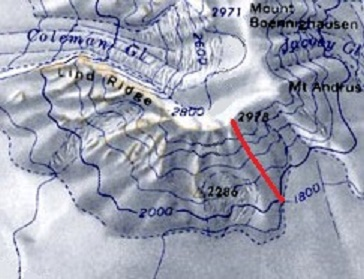
標高地形図。青は等高線。赤がフォールラインの一例。

直滑降（ちょっかっこう）とは、マウンテンバイクやスキーで、斜面をトラバースする（横切る）のではなくフォールラインに従って、最も直接的に下降すること。フォールライン（英: fall line）は山や丘を最も下向きに下るラインを言う。つまり、球体などが重力下で斜面を自由に移動できる場合に加速する方向、数学的には最大傾斜線の勾配（上り坂を指す）負方向であり、等高線に垂直である。

## アルペンスキー
アルペンスキーにおいて直滑降は、スキー板を平行に保ち、斜面をフォールライン方向にまっすぐ降りていく技術。アルペンスキーに限定されない全てのスキー運動の基本となる。緩斜面において初心者が初めに学ぶ滑降技術でもある。斜度がきつくなりスピードが高速になるにつれ、直滑降を維持して滑走するのは高度な技術となる。高速系種目では両スキーの外エッジを足場として安定した直滑降を行っている。縦に降りるとも言う。板を平行にする事を二の字、またはパラレルと言う。
初心者の直滑降の練習時は、緩斜面の終端が平坦に近くなって自然に止まれる地形を利用する事が望ましいが、地形が利用出来ない場合はプルーク（ハの字）による制動を合わせて行う。また、直滑降とプルーク制動を連続して行う練習法もある。これは昔からある直滑降習得時に合わせて行う事が多い技術と練習法の一つで、現在の全日本スキー連盟においては「プルークでの制動と滑降の連続」と呼称しているが、スキー歴が長い人は古くからの呼称であるシュテムファーレンと言う事もある。シュテムとは本来制動を意味するドイツ語であるが、板を平行から「ハ」の字に動かす動作そのものもシュテムまたはシュテム動作と呼ぶ。それのファーレン（後述参照）であるので、直滑降に始まり、テールを開いたり閉じたりする運動となる。これにより迎え角（進行方向に対するスキーの角度）を調整でき、スピードコントロールに繋がる。
両開きが難しい場合に片開きを行う場合があり、その場合は片開き・片シュテム・片制動・レの字と呼ぶ。滑走時にプルークの応用として使う事もあり、両開きが難しい場合に片側に体重を掛けて雪を退かせる技術で、初心者レッスン・シュテムの導入・山岳スキー・スキーパトロールなどで使われる事もある。片開きなどは日本スキー教程には記述がないが、特にスキーパトロールにおいて、アキヤボート（傷病者搬送に使う、前後にスキーパトロールが掴まって方向等の操作をするハンドルを取り付けたそり）などでの傷病者搬送をする際に行う事が多いため、「日本スキー教程『安全編』」中に公認スキーパトロールの滑走技術として記述されている。
直滑降を習得する段階において、膝と上体を屈伸させる上下運動を習得させる方法があり、その補助として3本のストックを組み合わせてゲートを作るか、インストラクターがストックを1本水平に持ち、その下をくぐらせて練習する事がある。

### クローチング

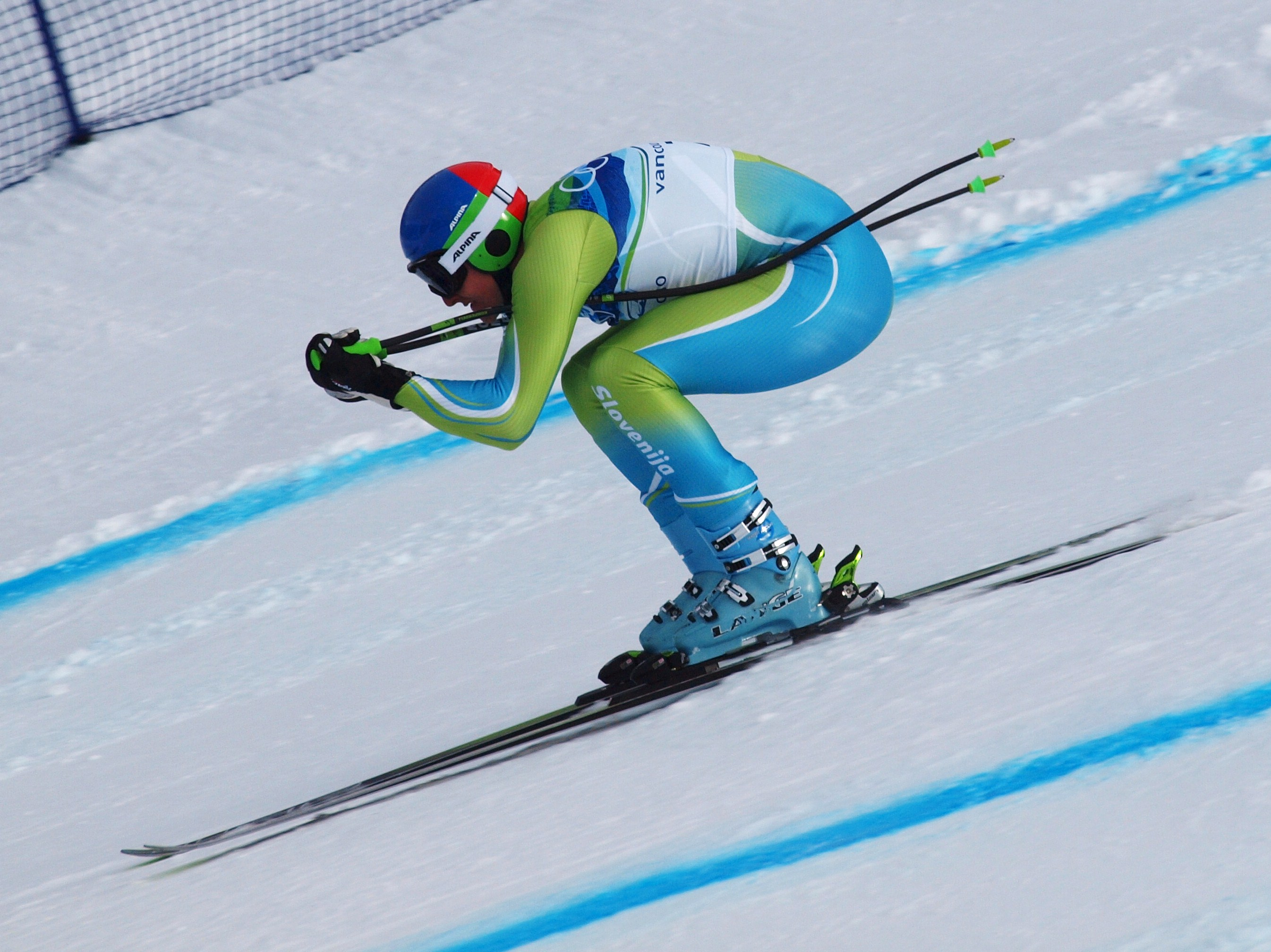
クローチング姿勢

主に高速滑走時にとる姿勢。アルペン競技の大回転以上の高速系で用いる事が多い技術だが、緩斜面でスピードを落とさない滑走技術としても使われるので、現在は初期段階から教えている。板は平行に肩幅かそれより若干広く開き、足首と膝を屈曲して腰を落とし、上半身は前に倒す。腕を曲げてたたんだ状態で拳を前方に向け（あるいは拳と腕を突き出すスキーヤーもいる）、手の平を上に向けてストックを握り、ストックは脇から身体に沿わせるように後方に出す。顔は前方を見る。直滑降か、脚を左右に傾けて行うクローチングターンと呼ばれる浅いターンが基本的な滑りとなる。
クローチングは基本的に、体勢を低くすればするほど空気抵抗が減少する事が科学的に証明されており、中腰姿勢に比べて最も低いクローチング姿勢は空気抵抗が60％程度低くなる。なおかつ、最も低い姿勢でも腕をたたんだ状態に比べて腕を真下に伸ばした状態だと空気抵抗が45％程度上昇する。

### プルークファーレン
板を「ハ」の字にして直滑降する技術。ファーレンとは乗り物に乗って進むと言う意味のドイツ語。「ハ」の字とは、板のトップがくっついていて、テールが開いているスタンスの事で、これをプルークと呼称し、時に両開きや全制動、あるいは単に「ハ」の字とも言う事がある。
緩斜面から平らになる地形がない場合、初心者は直滑降に加えこれを習得する。股関節の捻り（内旋と呼ばれる）によるテールの押し出しのテクニックが必要なので、補助として、トップを合着させる「トライスキー」の器具使用や、トップを手で摘まみながら滑らせる方法を取ると良い。停止する時以外はあまり無駄な力を入れない方が上手く滑る事が出来るとされる。停止の際はスキーのテールを思いっきり開き出して踏み込み、時には膝を内側に入れてエッジを立てて止まる。
慣れてくるに従って、テールを開く幅を小さくしたり大きくしたりする事を繰り返してスピードに緩急をつける手法も取り入れる。
プルークファーレンが上手く出来ない場合、特に初心者で用具に関する知識不足や劣悪なスキー用具の使用（主に左右スキーのエッジの研ぎ方・立て方が違っている事があるなど）によるケースも多いため、問題がある場合は用具の変更やチューンナップ等での対応も視野に入れた方が良い。